# Шамкирчай
Шамкирчай, также Шамхорчай (азерб. Şəmkirçay) — река на западе Азербайджана. Впадает в Шамкирское водохранилище. Ранее являлась одним из крупнейших притоков Куры. Длина реки — 95 км. Площадь водосборного бассейна — 1170 км². Средний расход воды — 8,58 м³/с (в 49 км от устья).
Берёт начало на северных склонах Малого Кавказа.
В верхнем течении имеет типично горный характер. Питание снеговое, дождевое, подземное и ледниковое. На реке находится Шамкирчайское водохранилище. Воды Шамкирчая используются для орошения.
В античные времена в верховьях реки Шамкир лежала область Великой Армении Гардман. В конце VI — начале VII вв. в бассейне реки Гирдыман, являющегося правым притоком Шамхорчая, на территории Кавказской Албании было образовано сильное Гардманское государство.